# Saint-Ouen-en-Champagne
Saint-Ouen-en-Champagne – miejscowość i gmina we Francji, w regionie Kraj Loary, w departamencie Sarthe.
Według danych na rok 1990 gminę zamieszkiwało 160 osób, a gęstość zaludnienia wynosiła 14 osób/km² (wśród 1504 gmin Kraju Loary Saint-Ouen-en-Champagne plasuje się na 1083. miejscu pod względem liczby ludności, natomiast pod względem powierzchni na miejscu 948.).